# 大連立構想 (日本 2007)
2007年の大連立構想（だいれんりつこうそう）は、2007年11月に日本の自由民主党と民主党の間で取り沙汰された大連立内閣を組む構想。
2007年に行われた第21回参議院議員通常選挙により、自公連立政権は、衆議院で過半数（3分の2以上）を占める一方、参議院の過半数を失い、衆参のねじれ現象が起こった。このために政権運営に苦慮していた内閣総理大臣の福田康夫が、野党第一党の民主党代表・小沢一郎による政策面における幾つかの要求を呑み、両党首の間では合意に至ったとされるが、民主党内の猛反発により構想は挫折した。

## 党首会談
2007年10月29日午後、前 防衛事務次官・守屋武昌への証人喚問が行われた。その後、自由民主党総裁の福田康夫は、党幹事長の伊吹文明に「インド洋のオペレーションは、国内の政治状況で長期間中断するわけにはいかない」（自衛隊インド洋派遣を参照）と説明し、新テロ特措法案の今国会成立に向け翌30日の党首会談を呼び掛けるよう指示し、自民・民主両党の国対委員長会談によって自民・民主の党首会談が合意された。
10月30日午前、 国会内で自民党と民主党との党首会談が行われた。自民党側は福田・伊吹と党国会対策委員長の大島理森、民主党側は党代表の小沢一郎・党幹事長の鳩山由紀夫・党国会対策委員長の山岡賢次が出向いた。最初の10分はこの6者で会談し、その後の45分間は福田と小沢だけの党首会談、最後に伊吹・鳩山が会談に加わって党首会談は終了した。この党首会談では、翌31日に予定されていた国会での党首討論の延期、再度の党首会談が約束され、福田と小沢が国会運営の鍵を握っていることを世間に明確にしたが、永田町では「45分間も密室にいて世間話はないだろう」などと、衆院解散・総選挙や大連立をめぐって憶測が飛び交い、疑心暗鬼の状態となる者も多く、各方面からその密室性を厳しく批判された。
10月31日、国会内で自民・民主双方の国対委員長（大島・山岡）が会談し、福田と小沢の更に2度目の党首会談を11月2日午後3時から行うことで合意した。11月2日午後、福田は小沢と党首会談を行い、その場で連立政権について話し合われた。会談では安全保障に関して小沢主張への福田からの大幅な歩み寄りがあったため、小沢は連立に前向きであり、党に持ち帰り民主党の臨時役員会に諮った。小沢は連立の利点として「参院選で訴えた政策が実現できる」、欠点として「自分たちだけの力で政権を取るという、本当の意味での政権交代にならない」ことを説明した。しかし、役員会では「（大連立政権を組めば）大政翼賛会になる」等の反対に遭い、小沢を除く全員が大連立に反対した。このため、小沢は会談終了2時間後に電話で福田に対し連立に向けての協議は行わない旨を伝えた。
この動きについて、社説などで両党による大連立を推進していた読売新聞グループ本社代表取締役会長の渡邉恒雄や、日本テレビ放送網取締役会議長の氏家斉一郎や元・内閣総理大臣の中曽根康弘が裏で関与していた（渡邉が仲介役となり働きかけ、元・内閣総理大臣の森喜朗が福田の代理人として小沢と下交渉した）と読売新聞以外では報道されており、小沢自身も朝日新聞による2007年11月16日付のインタビューにて、渡邉を「大連立構想の張本人」と証言した。小沢が大連立を福田に持ちかけていたとの報道が朝日・日経2紙を除く各紙で行われたが、これについて小沢は「一部マスコミによる民主党に対する謂れなき誹謗中傷報道であり、世論操作である」という内容の批判をし、「私は大連立提案を一切していない」と発言してこの件に関して否定した。

### 小沢の代表辞意表明と撤回
2007年11月4日、小沢は、民主党役員からの不同意は自分への事実上の不信任であり、「政治的混乱のけじめをつける」として代表の辞任を表明した、この中では民主党がきたる衆議院選挙で過半数の議席を獲得できるか不明だとした。
同日の読売新聞は関係者の話として連立について「小沢氏の方が先に持ちかけていた」と報じたが、小沢は明確にこれを否定し、民主党代表辞任会見で「私を政治的に抹殺し、民主党のイメージを決定的にダウンさせることを意図した明白な中傷であり、強い憤りを感じる」と述べ、政府寄りメディアによる政治的意図を持った虚偽の報道だとして朝日新聞・日本経済新聞を除くマスメディアを批判した。
2007年11月5日、民主党内では幹事長の鳩山由紀夫ら民主党執行部が小沢の続投で一致し断続的に説得を続けた。これに対し小沢は態度を保留していたが、続投への声が多いとして11月6日には小沢は辞意を撤回する意志を固めた。11月7日にはメディア向け会見でも辞任撤回を明言した。
代表辞任を表明した小沢だが、民主党執行部をはじめ党全体が｢小沢代表辞任は党存亡の危機に陥る｣として代表の留任を求めた。そのため、11月6日に「恥をさらすようだが、皆さんの意向を受けてぜひもう一度頑張りたい」として代表続投を表明した。
11月7日の会見で小沢は4日の会見で「民主党には政権担当能力がない」ともとれる発言をしたと報道された事に関しての反発をくすぶらせたが、実際には「政権担当能力があるのかと国民に疑問に思われている（そのため政権を担当して実証する）」という内容であるとした。また大連立に向けての会談はあるメディア関係者の仲介により以前から行われたものであり、連立は自分から持ちかけたものではないとした。また代表辞任については首脳部の信任がないとしたのは自分の早合点であり、衆議院選挙での勝利によって民主党の政治主張の実現をともに目指すことで一致したとした。
11月20日の記者会見で、小沢は自民・民主両党の大連立構想について、「実際に政権の一端を担うことで、自民党政権では絶対できないこと（農家への戸別所得補償制度や子育て手当、高速道路無料化などの政策）が実現できれば、国民は喜ぶのではないか」と述べ、大連立を組めば国民の支持が得られるとの見解を示し、また自らが大連立に走ったことは今でも正しかったと主張した。しかし、「政策協議ぐらいは、した方がいいと思ったが、みんなが駄目だと言うので今後はない」と述べ、現状での大連立や政策協議は困難になったとの見方を示し、結果的にはその後、小沢は自民党との対決路線をとることになった。

## 読売新聞グループの関与
11月5日の読売新聞の記事では「小沢氏は真実を語れ」というタイトルで「いずれも首相周辺をはじめ多くの関係者が証言しており、確実な裏付けを取ったうえでの報道」とした上で『「（読売新聞は）政府・自民党の情報を垂れ流し、自ら世論操作の一翼を担っている」「明白な誹謗（ひぼう）中傷」などという認識は、全くの誤りである』と主張している。11月7日の小沢の緊急記者会見の時も読売新聞の記者は同様の主張をおこない、小沢に発言の撤回を求めたが、小沢は「私は当事者の一方であるはずだが、私には取材の申し込みすら無かった。関係者が証言しているといっても、政府与党の関係者だけなのではないか」と主張した。なお、自民党幹事長の伊吹文明は「公党として自民党から申し入れたのは事実だ」と自民党側から打診したことを明らかにしている。
読売新聞は11月8日付の社説でも「民主党の未熟な体質が露呈した」というタイトルで民主党に対する批判を行った。
その後、朝日新聞の社説（2007年11月10日付）では「事実を伝える記者が、裏では事実をつくる側に回ってしまう。それでは報道や論評の公正さが疑われても仕方ない」「同紙は仲介者については報じていないに等しい。一連の経緯にはなお不明な部分が多い。だれよりも真実に近い情報を握っているのは読売新聞ではないのか」と批判した。
また、『渡邊恒雄 メディアと権力』で渡邊の過去の政界工作を明らかにしたジャーナリストの魚住昭は「彼はそもそも政治の世界の人。メディアにいた方が影響力を行使できるから政治家にならなかっただけ」「政界に入り込んで世の中を動かすことに喜びを見いだす報道人は彼だけではない」と指摘した上で、今回の話は渡邊だけではなくメディア全体の問題であると主張している。

## その後の影響
2007年大阪市長選挙で、民主党が推薦した平松邦夫が、与党が推薦する現職の候補に勝利する結果となっている。
民主党の元代表である岡田克也は一連の騒動を「（スムーズに事態が収拾したことは）数年前の民主党では考えられないことで、政権交代するためにお互い何が必要であるか、そのことをきちんと自覚して、そして行動できる、そういう議員が圧倒的に多くなった。この、ある意味での強さが、民主党にとって、政権交代に向けて非常に大きな成果だった」と述べている。
『FACTA』は、今回の大連立の目的は消費税増税であり、増税が行われたあかつきには新聞に関しては消費税増税の対象から外すなどの見返りがあったとしている。
福田は大連立を持ちかけた側について「阿吽の呼吸という感じ」と言葉を濁していたが、2008年3月30日にNHKの番組で「大連立は小沢氏からの提案」と明言している。福田は同年4月9日の党首討論でも、「（小沢）代表は『一緒にやらないとできない』と考えて、あの会談をセットされた」と述べた。
森は引退後の2012年、日本経済新聞の「私の履歴書」において、渡辺から小沢が会いたがっていると仲介を依頼されたとして、小沢が持ち掛けたとの証言している。
元政治記者の田中良紹は、自民党から官僚の操縦術と政権運営の「コツ」を教えてもらえるチャンスであったのに、それを逃したことで民主党政権の混乱を招いたのではないかと述べている。

## 中選挙区制への見直し論
大連立の代表例としてマスコミなどで取り上げられたのが2005年ドイツのキリスト教民主同盟・キリスト教社会同盟(CDU/CSU)とドイツ社会民主党(SPD)との合わせて69.4%の議席数をもつ大連立であるが、これは下院にあたるドイツ連邦議会でどの政党も単独過半数を取れず、他の少数政党と連立を組んでも過半数にはおよばないために起きた政治現象であり、日本のように衆議院と参議院のねじれ現象によるものではない。
ドイツ連邦議会では比例代表重視の選挙制度（小選挙区比例代表併用制）が採られており連立政権が必然となってくる多党制を志向している。日本の衆議院はドイツに比べ小選挙区を重視した制度（小選挙区比例代表並立制）を採っており結果的に二大政党制が生まれやすい。ただ、衆議院とほぼ同等の権限を持つ参議院の存在が、ねじれ現象を生むことになり、そこに大連立論が出てくる背景がある。
なお、福田は小沢との会談で「現行の小選挙区制を中選挙区制度へ見直す」と示唆した。